# トヨタ自動車元町工場

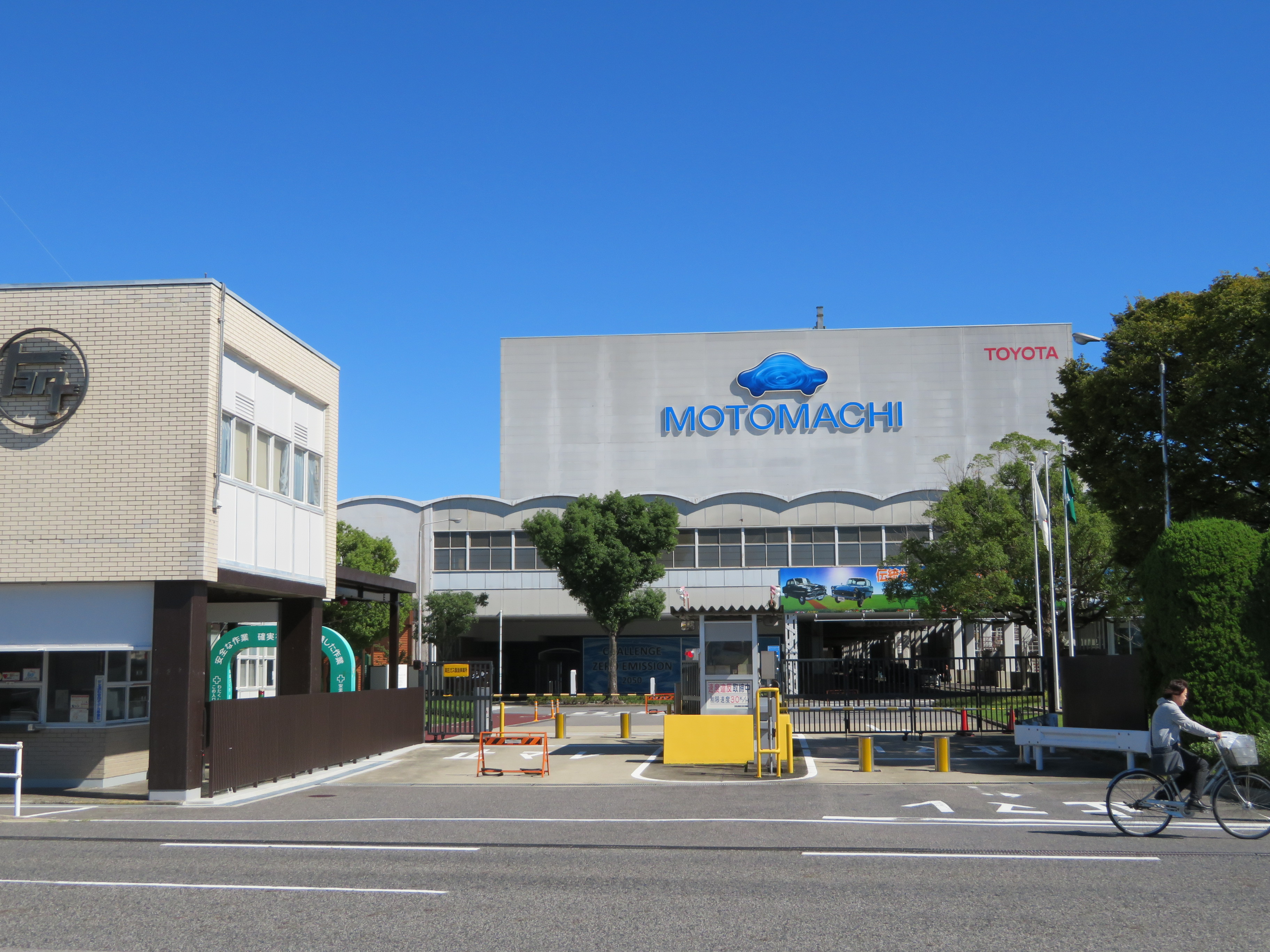
トヨタ自動車元町工場

トヨタ自動車元町工場（トヨタじどうしゃもとまちこうじょう）は、愛知県豊田市元町1番地に所在するトヨタ自動車の工場である。

## 概要
1959年8月にアジア初の乗用車専門工場として操業を開始し、高級車やスポーツカーの生産拠点として知られる。
- 所在地: 〒471-8573 愛知県豊田市元町1番地[4]
- 操業開始: 1959年（昭和34年）8月8日[5]
- 敷地面積: 159万m²[2]
- 特徴: 多品種少量生産を可能とする混流生産システムを採用[6]

## 歴史

### 建設背景
挙母工場（現・本社工場）しかなかった1950年代に、供給不足に対応するため、石田退三社長が新工場建設を決定し、当時33歳の豊田章一郎取締役が土橋工場（仮称）建設委員会委員長に就任（のちに元町工場初代工場長）。月産5,000台規模で計画され、総工費23億円（当時）が投じられた。
用地は太平洋戦争中陸軍航空本部から要請を受けて、トヨタ自動車工業が川崎航空機工業と合弁で設立した官設民営の東海飛行機（のちの愛知工業）が、衣ヶ原飛行場等を買収して建設した拳母工場（のちに昭和東南海地震や名古屋大空襲で工場疎開してきた三菱重工業第22製作所に転用）跡地の国有地で、払い下げや買収で取得した。

### 名称の由来
「元・町工場」（創業の原点）と「礎（もと）となる工場」の二重の意味が込められている。神社に相談して決められたという。

## 生産技術
- 混流生産: 最大9車種を同一ラインで生産可能[6]
- GRファクトリー: GR車両向けにレース仕様の精度を実現[12]
- 環境対策: CO₂排出ゼロを目指す工場CO₂ゼロチャレンジを推進[13]

## 主な生産車種

### 現行
- クラウンシリーズ[14]
- MIRAI（燃料電池車）[14]
- センチュリー[15]
- bZ4X/スバル・ソルテラ[15]
- ノア/ヴォクシー[15]
- GRヤリス[15]
- GRカローラ[15]
- LC[14]
- RZ[15]
- LBX（MORIZO RRのみ）[15]

### 過去
- スープラ（1993-1997年）[2]
- ソアラ（1991-1997年）[2]
- LFA（2010-2012年）[2]

## 社会貢献
- 元町一番地活動: 地域清掃などのボランティア活動やウッドチップ舗装の実証実験を実施[1]
- 深田山神社: 工場敷地内から正門前に移転して深田山地区の氏神を祀る[1]